# Романки (Синельниківський район)
Романки́ — село в Україні, в Синельниківському районі Дніпропетровської області. Входить до складу Покровської селищної громади. Населення становить 861 осіб. Орган місцевого самоврядування — Покровська селищна рада.

## Географія
Село Романки знаходиться на правому березі річки Вовча, вище за течією на відстані 6 км розташоване село Левадне, нижче за течією на відстані 4 км розташоване село Григорівка. На відстані 1 км розташоване село Водяне. По селу протікає пересихаючий струмок з загатою. Поруч проходить автомобільна дорога Р85.

## Історія
Історична дата утворення — 1816 рік, тоді село Романки було хутором Покровської волості, Олександрівського повіту, Катеринославської губернії. В 1877 році налічувало 30 селянських дворів. В 1894 році коштами жителів хутора була збудована школа в якій було три класи. Відвідували її здебільшого хлопці 14-16 років.
На території села досліджено поселення зрубної культури доби пізньої бронзи (XVI—XII сторіччя до Р. Х.).
12 червня 2020 року, відповідно до розпорядження Кабінету Міністрів України № 709-р від «Про визначення адміністративних центрів та затвердження територій територіальних громад Дніпропетровської області», увійшло до складу Покровської селищної громади.
19 липня 2020 року, в результаті адміністративно-територіальної реформи і ліквідації Покровського району, село увійшло до складу новоутвореного Синельниківського району.

## Населення

### Мова
Розподіл населення за рідною мовою за даними перепису 2001 року:
| Мова       | Кількість | Відсоток |
| ---------- | --------- | -------- |
| українська | 831       | 96.52%   |
| російська  | 28        | 3.25%    |
| білоруська | 2         | 0.23%    |
| Усього     | 625       | 100%     |

## Економіка
- ТОВ «Колос».
- ФГ «Січ — Агро»
- ПП «Шаповал»
- ПП «Маїс»

## Об'єкти соціальної сфери
- Навчаль-виховний комплекс «Романківська загальноосвітня школа І-ІІ ступенів — дошкільний навчальний заклад» Покровської районної ради Дніпропетровської області
- За час свого існування школа пройшла нелегкий і довгий шлях. Вона, як рідна мати, переживала зі своїми учнями все, що випадало їй на долю. Покоління, що навчалося тут, витримало громадянську і Велику Вітчизняну війни, голодні повоєнні роки, інші важкі випробовування, які принесла їм історія. А починалося все так: 1890 року трирічний курс початкової школи. Збереглися документи про перевірку школи, а саме «Отчет Александровского уездного училишного совета о состояниях начального народного образования в уезде за 1897-98 учебный год» попечителя Я. П. Новицького. Згідно з документом у школі нараховувалося 55 дітей, із них 46 хлопців і 9 дівчат. Склад школи: попечитель, селянин Петро Петрович Марченко, законовчитель, священик с. Кривого Рогу, отець Володимир Афанасенко та учитель Єфрем Васильович Ситченко. В іншому звіті за 1898—1899 рр. знаходимо відомості про те, що вчитель Єфрем Васильович Ситченко вирощував сад на території школи, до цієї справи залучав і школярів. Дерева для саду вчитель замовляв із розплідника Графа І. В. Канкріна, Л. П. Симиренко та із казенних лісництв. Є. В. Ситченко займався також розведенням бджіл. На території школи знаходилося 40 розбірних вуликів. Ситченка разом із учителями Г. Н. Кольгуненко і В. І. Чульським можна вважати піонерами раціонального бджільництва. Основними предметами, які вивчалися в той час у школі були: Закон Божий, читання руське і слов'янське, письмо, арифметика та загальноосвітні відомості (історія, географія, рослини, тварини, птахи, риби, будівлі, зброя та ін.).  З 1900 по 1917 роки — народне початкове училище. Свідченням про це э оригінали свідоцтв про закінчення училища. В 1909 р. у школі налічувалося 61 учень; 30 дітям було відмовлено в зарахування, через тісні приміщення. 1917—1939 роки — початкова чотирьохрічна школа. 1939—1958 роки — симерічна школа. Роки 1941—1945 — це роки, опаленні війною. Приміщення школи горіло, було частково зруйновано, а покоління людей цих років загартоване воєнним дитинством, голодною юністю. Залишились вічно молодими випускники нашої школи, які віддали своє життя за Батьківщину. Їх імена викарбувані на стелі вічної пам'яті. А на фасаді школи прізвища Героїв Радянського Союзу, які навчалися в нашій школі: Петра Сидоровича Шматухи та Михайла Олексійовича Задорожнього. 1958—1988 роки — восьмирічна школа. В 1962 році було здійснено першу добудову — чотири класних кімнати та спортивна зала (кабінет трудового навчання). У 1973—1974 роках було добудовано ще одне крило школи — чотири класних кімнати, душові та сучасна спортивна зала. При школі діяла вечірня школа. 1988—2008 роки — неповна середня школа. У 1990 році встановлено спортивний майданчик. 2008—2015 роки загальноосвітня школа І-ІІ ступенів. З 2015 року — навчально-виховний комплекс «Романківська загальноосвітня школа І-ІІ ступенів-дошкільний навчальний заклад». В 2015 році була проведена найбільша за останні 40 років реконструкція школи — створено навчально-виховний комплекс. У школі створено достатньо комфортні умови для навчання і виховання дітей. На території школи є великий спортивний майданчик, який включає футбольне поле, майданчики для гри в баскетбол та волейбол, бігові доріжки, яму для стрибків та спеціально обладнаний спортивний майданчик для молодших школярів. Зі стін школи вийшло багато чудових людей — вчителів, лікарів, юристів, працівників полів і ферм. Школа по праву пишається своїми випускниками — генеральним директором агрофірми ТОВ «Зоря», депутатом обласної Ради, заслуженим працівником сільського господарства України А. Д. Пучкою, начальником районного відділення Пенсійного фонду Л. О. Кібірєвою, головним енергетиком Білоруської залізничної дороги В. Д. Костенком, головним бухгалтером Покровського відділення газового господарства О. Д. Пазій, начальником відділу освіти Покровської РДА С. О. Нечипоренком, головами Покровської селищної ради М. Й. Левандовичем та В. В. Григоренком, успішними керівниками своїх агроформувань Ю. І. Нечипоренком, С. О. Шаповалом та багатьма іншими.
- Амбулаторія.
- Будинок культури.